# Rui Almeida
Rui Almeida, all'anagrafe Rui Miguel Garcia Lopes de Almeida (Lisbona, 29 settembre 1969), è un allenatore di calcio portoghese.

## Carriera
Dopo anni di gavetta in Portogallo come vice allenatore dell'Estoril-Praia e nel Trofense, nel 2010 va in Siria dove allena la nazionale olimpica ma non riesce a qualificarsi per le Olimpiadi di Londra e quindi viene esonerato.
Ritorna in Europa dove diventa vice di Jesualdo Ferreira al Panathīnaïkos, allo Sporting Lisbona, al Sporting Braga e poi in Egitto nello Zamalek.
Il 12 giugno 2015 è diventato nuovo allenatore del Red Star, squadra neopromossa in Ligue 2; nella stagione ottiene un quinto posto sfiorando la promozione in Ligue 1.
Il 12 dicembre 2016 viene esonerato dal Red Star dopo il pessimo inizio di campionato e lascia la squadra al 16º posto poco lontano dalla zona retrocessione.
Il 27 febbraio 2017 diventa allenatore del Bastia in Ligue 1, dove sostituisce l'esonerato François Ciccolini che ha lasciato la squadra al penultimo posto; con il Bastia è retrocesso in Ligue 2.